# Répartiteur d'antenne

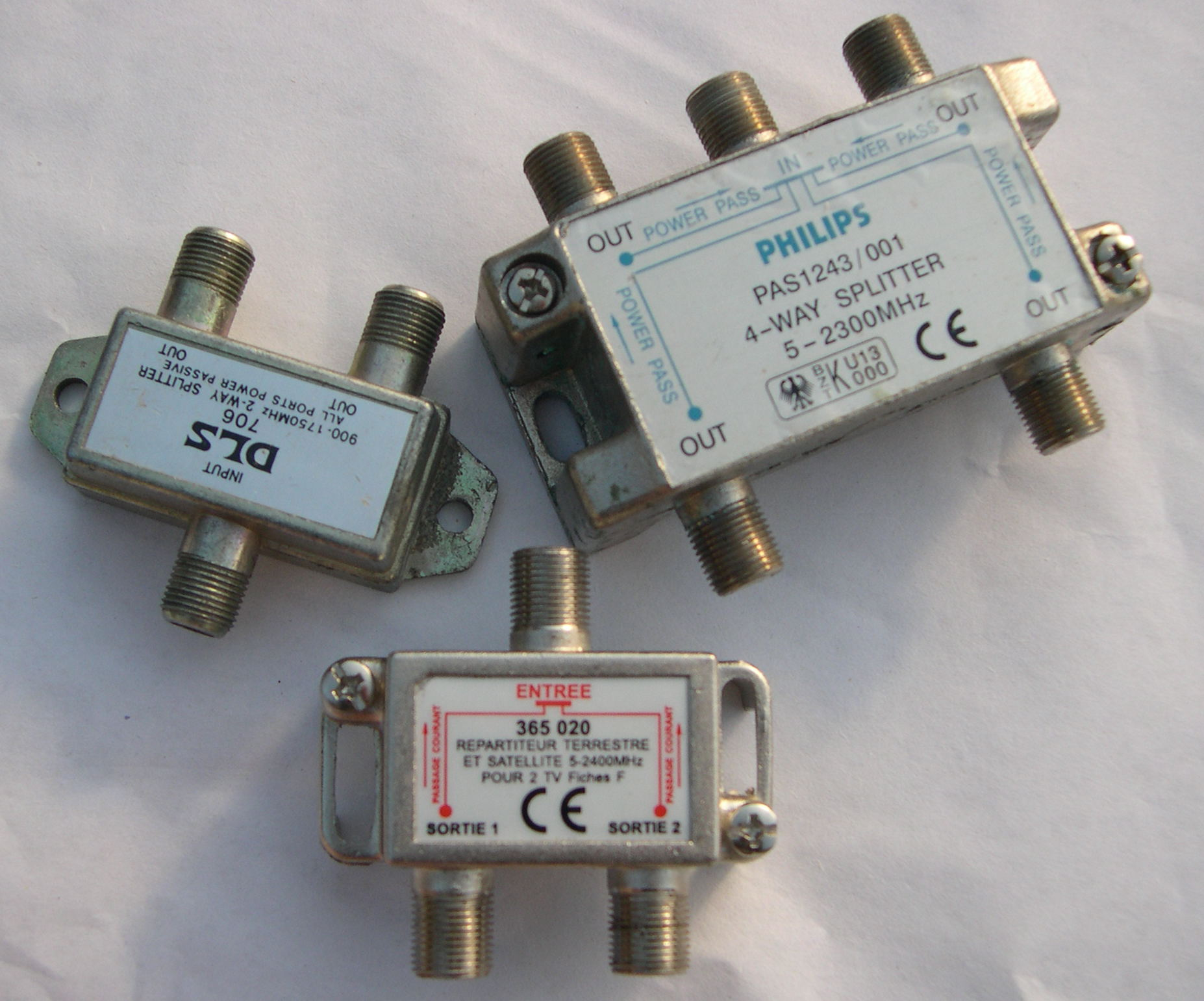
Répartiteur 2 et 4 voies pour la distribution de la télévision en collectif personnel ou communautaire à connectique " F "

Un répartiteur d'antenne est un accessoire de distribution normalisé en matière d'antenne (donc mode hertzien = signal via la voie des airs), généralement blindé, équipé d'un circuit électronique d'adaptation impédance qui permet de "diviser", en forme d'étoile, un signal de télévision terrestre TNT entre 40 et 700 Mhz (en fait de 470 à 694 Mhz), depuis mi-2019, (ex  860 MHz, puis 800 Mhz) ou en plus satellitaire BIS, couvrant alors les fréquences allant de 5 à 2400 MHz. Ils sont transparents à la remontée d'une téléalimentation, passage CC 5 à 24 volts pour alimenter un préampli UHF c21/48 pouvant être doté d'un filtre anti-LTE 4G, >700 Mhz , si brouillages par la téléphonie cellulaire.
Les répartiteurs récents sont dotés d'une nouvelle connectique à la norme dite "F" en remplacement du vieux raccord par vis et pontet.
Un répartiteur introduit une perte proportionnelle au nombre de sorties jusqu'à 8 voies. 
- 2 sorties : - < 4.5 dB
- 3 sorties : - < 6.5 dB
- 4 sorties : - < 8.5 dB

Il faut donc veiller à ce que le signal VHF et plus particulièrement UHF, soit suffisant (avec de la réserve) pour répartir, sans dysfonctionnement, en direction des prises d'arrivée murales type "IEC" ou "F". On dispose aussi des prises dites découplantes (démixage) à 2 (voire à 3)  sorties, l'une "TER" (TERrestre)  pour le VHF-UHF et l'autre "SAT"  ("télévision par SATellite" ou "TV SAT")   
NB :
- les accessoires moulés se présentant en forme de "T" sont proscrits, car ils sont désadaptés.
- les répartiteurs ne sont pas désignés pour distribuer un signal satellite, voir à cet effet les commutateurs simples ou multiples à commutation Diseqc ou les multi-distributeurs TNT, DAB+, FM / SAT qui mixent les signaux terrestres précités avec les signaux de la Bande Intermédiaire Satellite -B.I.S- (950 à 2150 Mhz) Ces matrices monobloc (renfermant une partie répartition) sont au moins disponibles en 4, 6, 8, ..sorties et plus.. 